# Villanova d'Asti
Villanova d'Asti is een gemeente in de Italiaanse provincie Asti (regio Piëmont) en telt 5027 inwoners (31 december 2004). De oppervlakte bedraagt 42,2 km², de bevolkingsdichtheid is 119 inwoners per km². Oorspronkelijk bestond de gemeente vooral uit mensen werkzaam in de landbouw en veeteelt. Inmiddels is er ook industrie gevestigd, zoals chemiebedrijf Elastogran (BASF), auto-onderdelenfabrikant RFT Spa en Util Industries. De gemeente staat vooral bekend om de 'blonde hen' "bionda di Villanova" en "fassone" kalfsvlees van Piëmontese runderen. De beschermheilige van de stad, Sant'Isidoro, wordt jaarlijks de eerste zondag van september geëerd met een ossenrace.

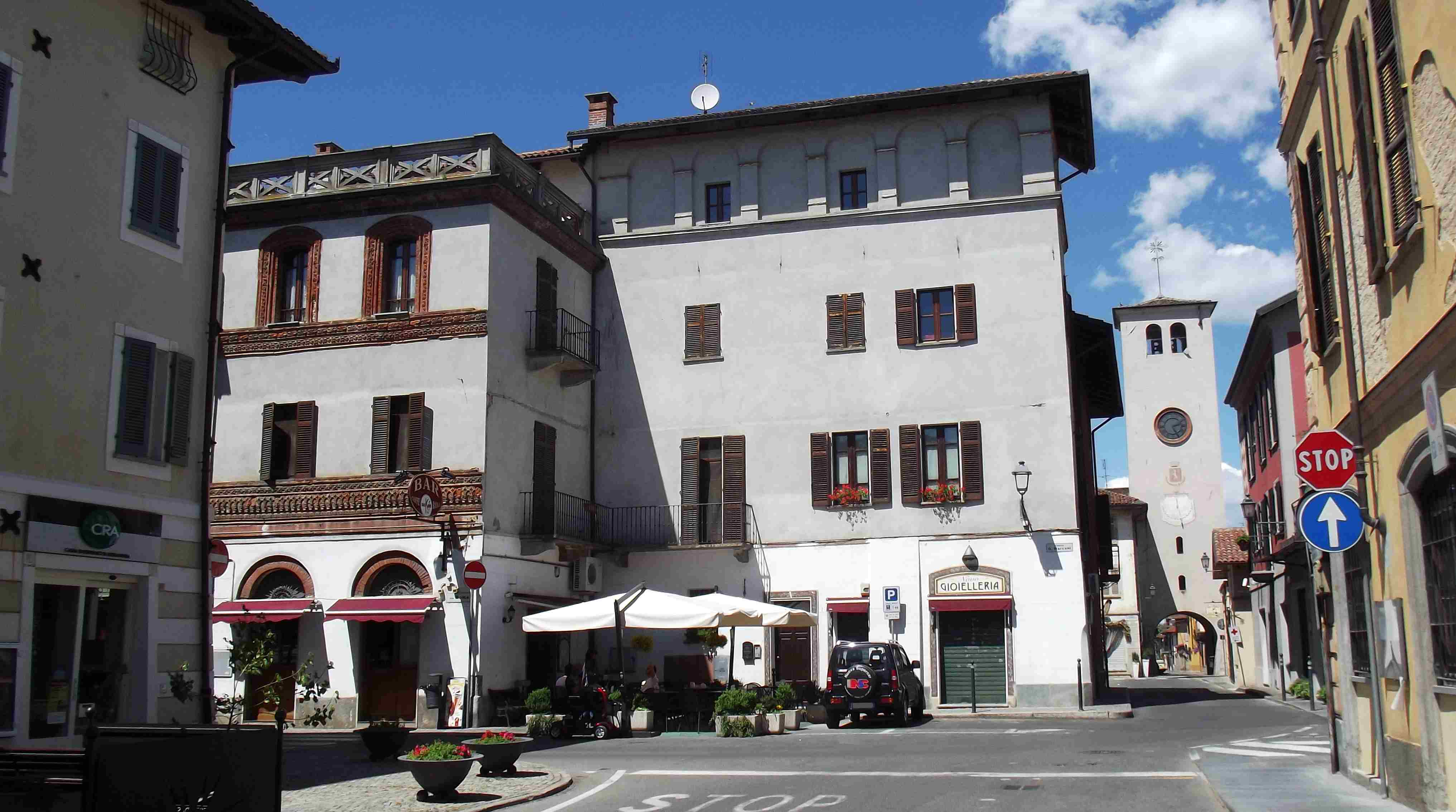
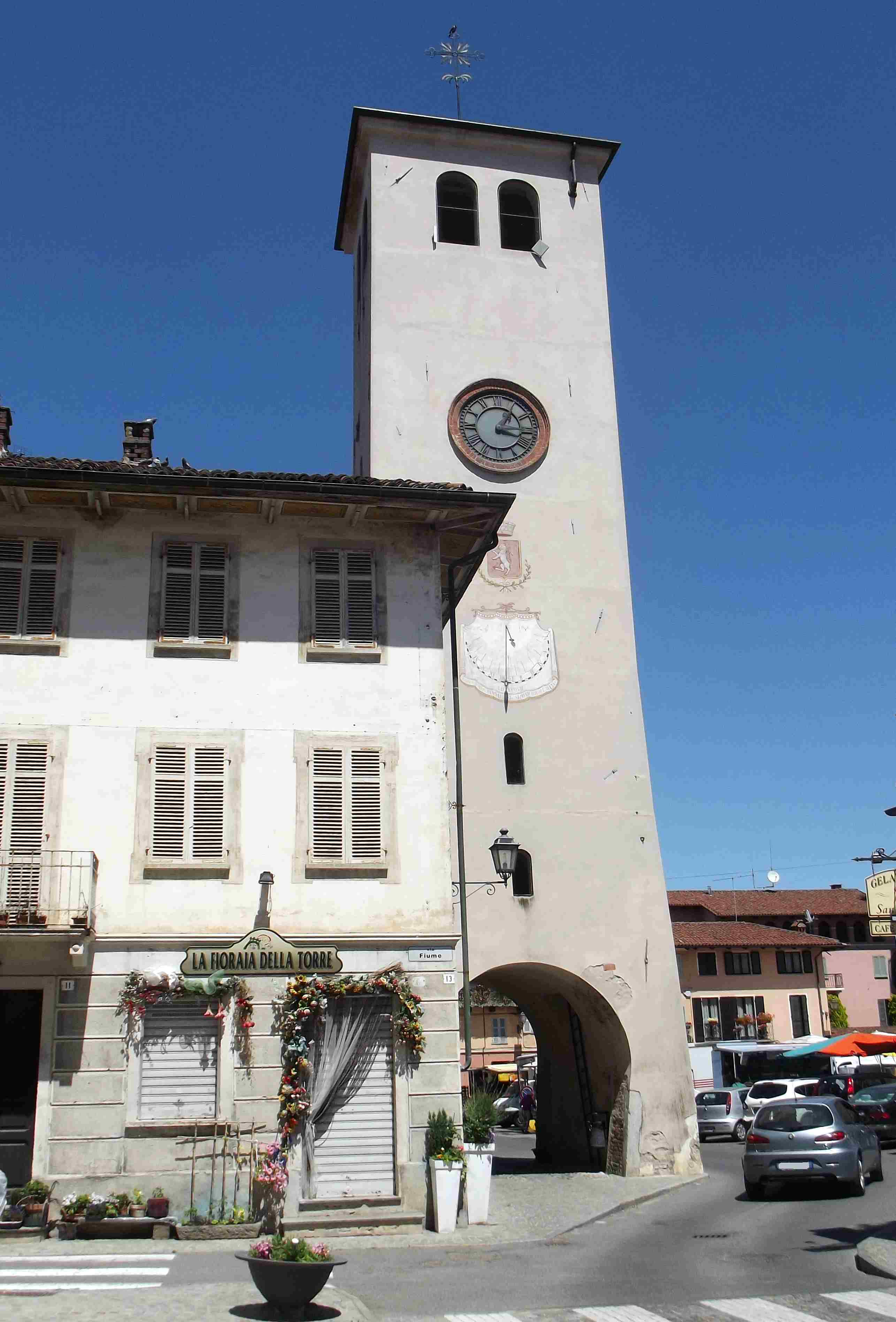
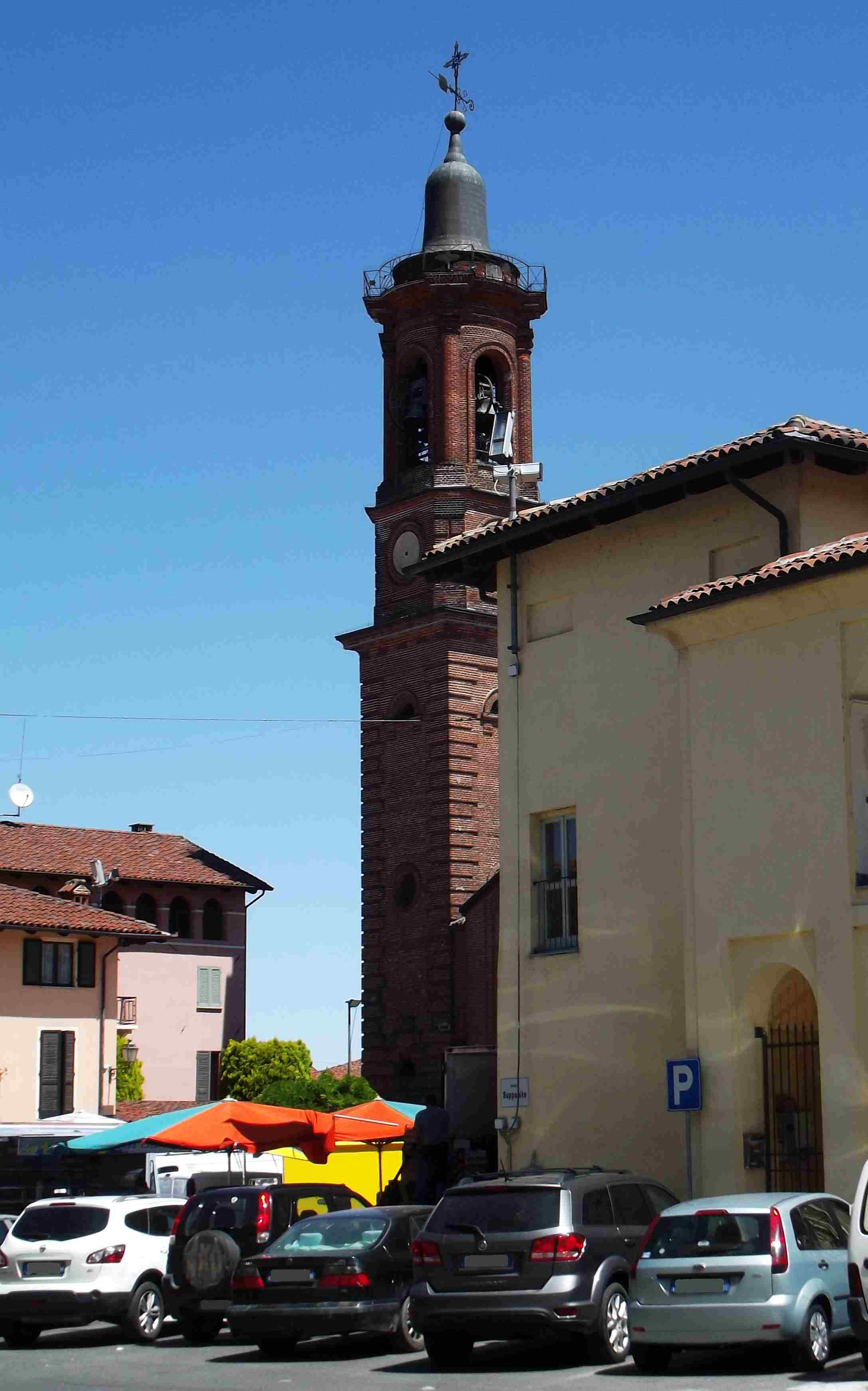
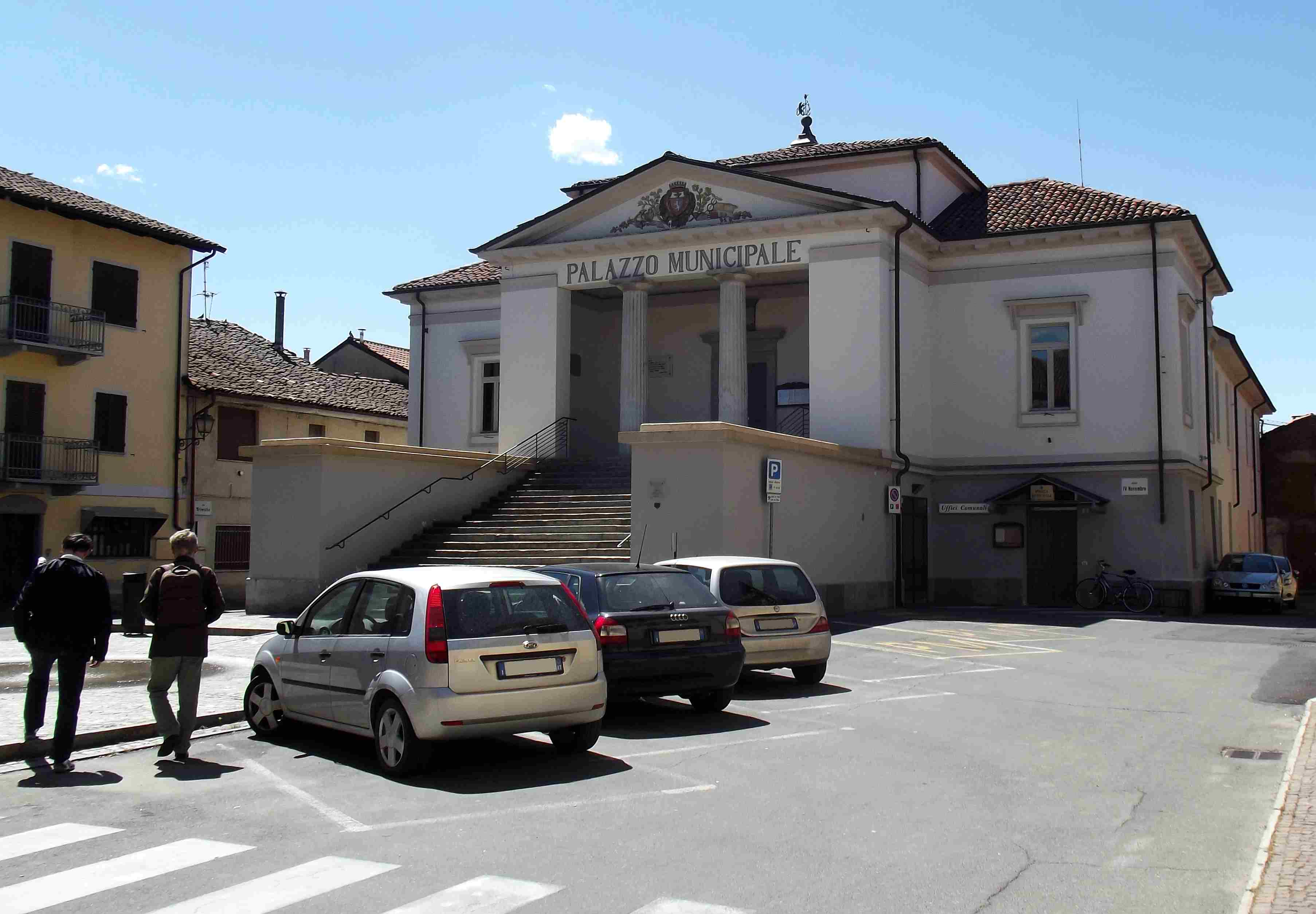
Gemeentehuis

## Demografie
Villanova d'Asti telt ongeveer 1931 huishoudens. Het aantal inwoners steeg in de periode 1991-2001 met 7,4% volgens cijfers uit de tienjaarlijkse volkstellingen van ISTAT.
| Jaar | Inwoneraantal |
| ---- | ------------- |
| 1991 | 4391          |
| 2001 | 4717          |

## Geografie
De gemeente ligt op ongeveer 260 m boven zeeniveau.
Villanova d'Asti grenst aan de volgende gemeenten: Buttigliera d'Asti, Dusino San Michele, Isolabella (TO), Montafia, Poirino (TO), Riva presso Chieri (TO), San Paolo Solbrito, Valfenera.
Agliano Terme · Albugnano · Antignano · Aramengo · Asti · Azzano d'Asti · Baldichieri d'Asti · Berzano di San Pietro · Bruno · Bubbio · Buttigliera d'Asti · Calamandrana · Calliano · Calosso · Camerano Casasco · Canelli · Cantarana · Capriglio · Casorzo · Cassinasco · Castagnole Monferrato · Castagnole delle Lanze · Castel Boglione · Castel Rocchero · Castell'Alfero · Castellero · Castelletto Molina · Castello di Annone · Castelnuovo Belbo · Castelnuovo Calcea · Castelnuovo Don Bosco · Cellarengo · Celle Enomondo · Cerreto d'Asti · Cerro Tanaro · Cessole · Chiusano d'Asti · Cinaglio · Cisterna d'Asti · Coazzolo · Cocconato · Corsione · Cortandone · Cortanze · Cortazzone · Cortiglione · Cossombrato · Costigliole d'Asti · Cunico · Dusino San Michele · Ferrere · Fontanile · Frinco · Grana · Grazzano Badoglio · Incisa Scapaccino · Isola d'Asti · Loazzolo · Maranzana · Maretto · Moasca · Mombaldone · Mombaruzzo · Mombercelli · Monale · Monastero Bormida · Moncalvo · Moncucco Torinese · Mongardino · Montabone · Montafia · Montaldo Scarampi · Montechiaro d'Asti · Montegrosso d'Asti · Montemagno Monferrato · Montiglio Monferrato · Moransengo-Tonengo · Nizza Monferrato · Olmo Gentile · Passerano Marmorito · Penango · Piea · Pino d'Asti · Piovà Massaia · Portacomaro · Quaranti · Refrancore · Revigliasco d'Asti · Roatto · Robella · Rocca d'Arazzo · Roccaverano · Rocchetta Palafea · Rocchetta Tanaro · San Damiano d'Asti · San Giorgio Scarampi · San Martino Alfieri · San Marzano Oliveto · San Paolo Solbrito · Scurzolengo · Serole · Sessame · Settime · Soglio · Belveglio · Tigliole · Tonco · Vaglio Serra · Valfenera · Vesime · Viale · Viarigi · Vigliano d'Asti · Villa San Secondo · Villafranca d'Asti · Villanova d'Asti · Vinchio
1. ↑  https://demo.istat.it/?l=it.
2. ↑  (it) Presentazione. www.comune.villanova.at.it. Geraadpleegd op 17 maart 2021.